# Parantica neopatra
Parantica neopatra är en fjärilsart som beskrevs av Hans Fruhstorfer 1910. Parantica neopatra ingår i släktet Parantica och familjen praktfjärilar. Inga underarter finns listade i Catalogue of Life.